# Fort van Cormeilles-en-Parisis

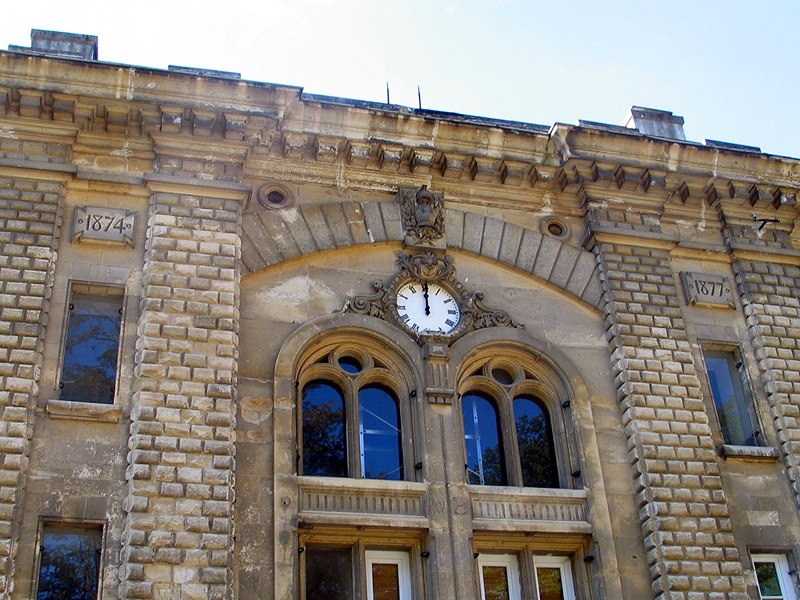
Fort van Cormeilles-en-Parisis

Het Fort van Cormeilles-en-Parisis is een Frans fort in de gemeente Cormeilles-en-Parisis in het departement Val-d'Oise (regio Île-de-France).
Het bouwwerk is gelegen op een hoogte van 185 m, op een heuvel die een bocht van de Seine beheerst in het noord-oosten van Parijs, op een afstand van 17 km van het centrum.
Na de Frans-Duitse Oorlog (1870-1871) kreeg generaal Raymond Adolphe Séré de Rivières de opdracht een nieuwe fortengordel te bouwen rond de Franse hoofdstad. Parijs was immers 135 dagen lang belegerd geweest door het Pruisische leger in het Beleg van Parijs.
Zijn concept voor de verdediging van heel Frankrijk staat bekend als het Séré de Rivières systeem

## Het concept van Séré de Rivières
Generaal Séré de Rivières stelde voor om de verdediging te organiseren rond versterkte gebieden die gescheiden waren door onversterkte zones. Séré de Rivières ging uit van de veronderstelling dat de vijand zich niet in deze onbeschermde zones zou wagen, omdat ze dan zijdelings onder vuur zouden komen te liggen.
Zijn plan omvatte de creatie van drie versterkte zones: in het noorden, het oosten en het zuid-westen, afgewisseld met 'lege' zones. Zo kon een belegering
vermeden worden en een Frans leger in moeilijkheden kon zich achter deze zones terugtrekken en reorganiseren. De fortengordel was op die manier geen oninneembare vesting meer, maar eerder een infrastructuur waarrond legermanoeuvres werden uitgevoerd.
Op 27 maart 1874 keurde het Franse parlement zijn voorstel goed. Het initiële voorstel telde drie forten in het noorden en vijf in het zuiden , voor een budget van 66 miljoen franc-or.

## De bouw van het fort
De werkzaamheden begonnen op 1 juli 1874 en eindigden op 31 december 1877.
Het bouwwerk heeft een vierhoekige vorm en met een inwendige oppervlakte van 7 hectare en 13 are.

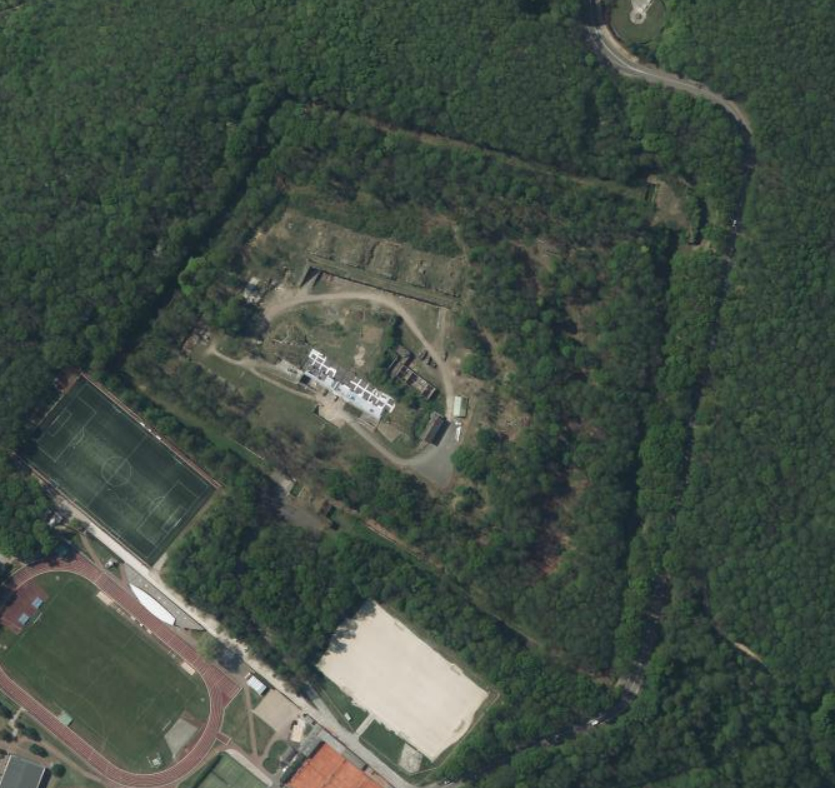
Luchtfoto (Géoportail)

Samen met de nevenwerken op het plateau van Cormeilles-Sannois, vormde het een van de grootste versterkte complexen rond Parijs.
In het fort staan twee grote gebouwen, het paviljoen en de kazerne:
Het paviljoen (met een 56 m lange en 12,35 m hoge façade) bestaat uit drie grote delen:
- het linkerdeel dient als hospitaal (voor 78 patiënten),
- het rechterdeel was bedoeld voor 36 officieren en
- het centrale deel bevat:
  - op de begane grond de grote centrale gang die naar de kazerne leidt,
  - op de eerste verdieping de flat van de commandant van het fort en
  - op de tweede verdieping de kapel. Het fort van Cormeilles is het enige vestingwerk van generaal Séré de Rivières met een kapel, die in de plannen voor de grote atlas was opgenomen.

De kazerne (met een 92 m lange en 11,48 m hoge façade) biedt onderdak aan 1.096 manschappen in 21 kamers op de eerste en tweede verdieping van het gebouw. De kamers hebben een capaciteit van 40 of 56 manschappen, afhankelijk van de inrichting van de ruimte, waarvoor hemelbedden en twee niveaus nodig zijn.
Op de begane grond van de kazerne bevonden zich de verschillende ondersteunende diensten die nodig waren voor het leven van het garnizoen van het fort: de keuken, de voorraadkamer, de voedingsdienst, de loshal uitgerust met een bovenloopkraan van 2 x 6 ton, de artillerie- en geniezones en de wasruimtes.
De forten van het verschanste kamp van Parijs waren ontworpen om een beleg van 90 dagen te weerstaan en hadden de nodige ruimten voor de opslag van voedsel en munitie.

## Het fort wordt overbodig
Op het einde van de jaren 1880 had de militaire industrie zoveel vooruitgang geboekt dat de pas voltooide, gemetselde forten van Séré de Rivières geen weerstand meer boden tegen de artillerie-granaten van dat moment. Dat was afdoende aangetoond door een proefbeschieting van het fort de la Malmaison in 1886.
Tijdens de Tweede Wereldoorlog nam de Duitse marine er haar intrek, nadien deed het fort dienst als gevangenis voor Duitse officieren en collaborateurs.
Sindsdien viel het bouwwerk in de vergetelheid. De vereniging 'Les amis du Fort de Cormeilles' probeert al jaren (tevergeefs) om het fort op de lijst van historische monumenten te krijgen.